# Jadranka Stojaković
Jadranka Stojaković, szerbül: Јадранка Стојаковић (Szarajevó, 1950. július 24. – Banja Luka, 2016. május 3.) boszniai szerb énekesnő, dalszerző.

## Életútja
Szarajevóban született egy pedagóguscsaládban. Kisgyermekkorát egy kis faluban töltötte Bosanski Novi közelében, ahová szüleit tanítani küldték. Szülei hamarosan elváltak, és anyjával visszaköltözött Szarajevóba. Majd a következő néhány év során többször költöztek oda, ahol anyja éppen munkát kapott. Így többek között éltek  Dubrovnikban, Gradacban és Varešben.  16 évesen csatlakozott nagybátyja, Vukašin Radulović jazzegyütteséhez, és fellépett velük országszerte, valamint Európa más részein (főleg Nyugat-Németországban). 1981-ben az írországi Eurovíziós Dalfesztiválon Seid Memić Vajta háttérénekese volt Ismeta Dervozzal. Ugyanebben az évben jelent meg első albuma a Svitanje. Az 1984-es téli olimpián, amelyet szülővárosában, Szarajevóban tartottak, ő énekelte a játékok hivatalos főcímdalát.
1988 és 2011 között Japánban élt. 2009-ben balesetet szenvedett a színpadon, amikor koncert közben megbotlott egy kábelben. Amiotrófiás laterálszklerózist (ALS) diagnosztizáltak nála. Miután visszatért Japánból több koncertet adott, és a Radio Televizija Republike Srpske (RTRS) zenei produkciójában kezdett dolgozni Banja Lukában. A Boje zvuka című válogatásalbumát is az RTRS adta ki 2013-ban. Ahogy betegsége egyre jobban előre haladt kénytelen volt visszavonulni és egy idősek otthonába költözött Banja Lukában. 2016. május 3-án itt hunyt el. Május 9-én temették el Vrbanjában, Banja Luka külvárosában.

## Diszkográfia
Nagylemezek
- Svitanje (1981, LP Diskoton Sarajevo)
- Da odmoriš malo dušu (1982, LP Diskoton, Sarajevo)
- Sve te više volim (1985, LP,  Sarajevo disk, Sarajevo)
- Vjerujem (1987, LP, PGP RTB Belgrade)
- Sarajevo balada (1994, CD, Omagatoki Records)
- Baby Universe (1996, Omagatoki Records)[8]

## Fesztivál-részvételek
Az 1970-es évek eleje óta számos jugoszláv popzenei fesztiválon lépett fel, többek között Szarajevóban, Opatijában, Zágrábban és Belgrádban.
| Jugoszláv Eurovíziós Dalfesztivál - Tik, tika taka, Szarajevó (1972) Omladina, Szabadka - Ti ne znaš dom gdje živi on (1973, közönségdíjas) Beogradsko proleće (Belgrádi tavasz) - Ti si sunce (1974) - Igra (1975) - Na buri (1976) - Ti si tu (1977) - Ponedjeljak i ti (1978) Vaš šlager sezone, Sarajevo (Az idény slágere – Szarajevó) - Pajaco (1972) - Postoji neko (1973) - Život piše romane (1974, a legjobb dalszöveg díja) - Nova nada (1975) - Gledaš me tako čudno (1976, a legjobb hangszerelés díja) - Tamo, gdje sam ja (1978) - Ti i ja (1979) - O tom po tom (1981) - Na drumovima Srema (1987) - Golube (1988, harmadik helyezett és a legjobb dalszöveg díja) | Hit parada (Slágerparádé) - Čekala sam (1974) - Muzika je sve (1976, a S vremena na vreme együttessel) Hit leta (Az év slágere) - Ne idi tamo (1977) Opatija - Priča o nama (1973) - Tajna (1974) - Novi ljudi (1975) - Jer vidiš, sve te više volim (1978) - Ja nisam tvoga kova (1980) - Obična tema (1981) - Most (1981, Kemal Montenóval és Neda Ukradennel) - Galeb (1981, Mahir Palošsal, Kemal Montenóval és Neda Ukradendel) - Svijet se dijeli na dvoje (1982) - Miris oktobra (1986, kilencedik helyezett) Zagreb (Zágráb) - Život je jednosmjerna cesta (1978) - Nije nego (1986) Evrosong (Eurodal) - Lejla(1981, háttérénekes Seid Memić Vajta dalában Neda Ukradennel és Ismeta Dervozzal) |

## Fordítás
- Ez a szócikk részben vagy egészben  a   Jadranka Stojaković című angol Wikipédia-szócikk ezen változatának fordításán alapul.  Az eredeti cikk szerkesztőit annak laptörténete sorolja fel. Ez a jelzés csupán a megfogalmazás eredetét és a szerzői jogokat jelzi, nem szolgál a cikkben szereplő információk forrásmegjelöléseként.
- Ez a szócikk részben vagy egészben  a   Jadranka Stojaković című szerb Wikipédia-szócikk ezen változatának fordításán alapul.  Az eredeti cikk szerkesztőit annak laptörténete sorolja fel. Ez a jelzés csupán a megfogalmazás eredetét és a szerzői jogokat jelzi, nem szolgál a cikkben szereplő információk forrásmegjelöléseként.